# Plavecký bazén Rumburk
Plavecký bazén Rumburk je menší sportovní a rekreační zařízení, které se nachází v západní části města Rumburk v blízkosti městské čtvrti Podhájí a nemocnice v Rumburku. Jedná se o menší centrum plaveckých sportů a rekreace, které zahrnuje krytý bazén, jeden menší dětský bazén s atrakcí, dvě sauny, metrové skákadlo a 3 metrovou skokanskou věž. Velký bazén je dlouhý 25 metrů a má celkem 6 drah. Hloubka se pohybuje od 1,2 do 3,6 metrů. Bazén je vhodný pro potápěče, akvabely a skoky do vody. Provoz je celoroční.
Plavecký bazén je pod správou příspěvkové organizace SRAS, do jejíž kompetence spadají i následující sportoviště: zimní stadion, lyžařský vlek, letní stadion a skatepark.

## Výstavba
Výstavba započala roku 1982, přičemž rekonstrukce byla provedena v letech 1997–1999, součástí rekonstrukce bylo opláštění a zlepšení technologií v bazénu. Bazén podle stejného projektu stojí i na Pražském výstavišti, na Kladně a stával i v Praze-Košířích.